# Sent Martin de Corconac
L'Estrechura (en francès L'Estréchure) és un municipi francès situat al departament del Gard i a la regió d'Occitània.